# ادوارد دوپلان
ادوارد دوپلان (انگلیسی: Édouard Duplan؛ زادهٔ ۱۳ مهٔ ۱۹۸۳) بازیکن فوتبال اهل فرانسه است.
از باشگاه‌هایی که در آن بازی کرده‌است می‌توان به باشگاه فوتبال ادو دن هاخ، باشگاه فوتبال کلرمون فوت، باشگاه فوتبال اسپارتا روتردام، و باشگاه فوتبال اوترخت اشاره کرد.